# Calvaire de Limoges
Le calvaire de Limoges est un calvaire situé à Limoges dans le département de la Haute-Vienne en région Nouvelle-Aquitaine.
Cette croix en pierre du XIIIe siècle est positionnée au bout du pont Saint-Martial, sur la rive droite de la Vienne.

## Historique
Le calvaire du XIIIe siècle est inscrit au titre des monuments historiques par arrêté du 5 mai 1947.